# Luis Fernandez (football)
Pour les articles homonymes, voir Fernández et Luis Fernandez.
Ne doit pas être confondu avec le footballeur libanais Luís Fernandes.
Fernández  Toledo est un nom espagnol. Le premier nom de famille, en général paternel, est Fernández ; le second, en général maternel, souvent omis, est Toledo.
Luis Miguel Fernández Toledo, plus simplement appelé Luis Fernandez, né le 2 octobre 1959 à Tarifa en Espagne, est un footballeur international, entraîneur et consultant français.
Il est champion d'Europe en 1984, évoluant au poste de milieu de terrain reconverti entraîneur, dirigeant, consultant et animateur de radio. Il anime Luis attaque sur RMC de 2003 à 2016. Il est actuellement consultant sur beIN Sports.

## Biographie
Natif de Tarifa (Andalousie, Espagne), Luis Fernandez s'installe en France avec sa mère et ses cinq frères et sœurs en 1968, en banlieue lyonnaise, à Vénissieux dans le quartier des Minguettes, une de ces zones à urbaniser en priorité (ZUP), symbole de la modernité, chargées de résorber la crise du logement qui accompagne les Trente Glorieuses.
Dans ce qu'il définit lui-même comme une « tour de Babel » qui reçoit, aux côtés des Espagnols et des Portugais, le flux migratoire croissant de Nord-Africains, Luis Fernandez apprend difficilement le français. Dans ces conditions, au collège, comme nombre d'enfants d'immigrés, il entre en 6e de transition avant d'être orienté rapidement vers une filière technique. Dans le même temps, il commence à jouer au football à l'AS Minguettes puis à l'AS Saint-Priest où il signe une licence portant la mention « étranger ». Cette référence à son altérité, le jeune Luis Fernandez l'a subie sur les terrains de football où il est fréquemment traité d'« espingouin », quolibet auquel il réagit violemment et sera même suspendu six mois[Quand ?]. Son nom est repris dans le film Victory (À nous la victoire en français) sorti en 1981, avec, entre autres, Sylvester Stallone, Pelé et de plusieurs autres footballeurs célèbres.
Il n'en reste pas moins que, par la suite, sa nationalité constitue un obstacle à l'épanouissement professionnel de sa passion. Ainsi, alors qu'il occupe un emploi d'aide-électricien dans une chaudronnerie, ses qualités de joueur de football lui permettent d'effectuer un stage dans le club de l'AS Nancy-Lorraine. En dépit de la bonne impression laissée aux dirigeants lorrains, le président Claude Cuny lui indique qu'il ne peut l'intégrer à son effectif car il est de nationalité étrangère.
Il fera un autre stage dans un club professionnel, au Paris Saint-Germain, le club de la capitale. Cette fois-ci, il sera conservé par les dirigeants parisiens et signe ainsi un contrat de stagiaire en 1978 et non un contrat professionnel car au même moment, le PSG recrute deux étrangers le Portugais João Alves et le Brésilien Abel Braga. Il est victime du règlement de la Fédération française de football qui n'autorise que deux joueurs étrangers par équipe.

## Carrière de joueur

### Le chouchou du Parc (1978-1986)
Malgré un contrat amateur, il effectue tout de même ses débuts professionnels en 1978 lors d'un match contre Nancy que le PSG gagne 2-1 grâce à un penalty obtenu par Luis Fernandez à la suite d'une faute de Jean-Michel Moutier. Son entraîneur Pierre Alonzo, convaincu par ses performances, ne lui en fait pas mystère. Certes la blessure d'une des recrues étrangères lui permet d'être incorporé à l'équipe, cependant il décide, afin de lever l'hypothèque que peut représenter sa nationalité pour la suite de sa carrière, de demander la naturalisation qu'il obtient sans difficulté en janvier 1981.
Rapidement, il s'affirme comme un solide milieu de terrain défensif, une condition physique exceptionnelle le rend redoutable dans la récupération du ballon, mais également capable de relances précises. Il paraphe son premier contrat professionnel en 1980 puis remporte ses premiers succès en 1982 et 1983 avec deux coupes de France consécutives.
Le club de la capitale vit sa première épopée européenne en 1982-1983, laquelle finit en quart de finale contre l'équipe belge de Waterschei. Ce PSG-Waterschei en Coupe des coupes est considéré comme le premier grand rendez-vous européen du PSG. Le PSG, vainqueur 2-0 à l'aller à domicile, part favori pour la qualification. C'est en effet lors de cette confrontation contre le vainqueur de la Coupe de Belgique que le record d'affluence au Parc des Princes reste le plus élevé avec près de 49575 spectateurs. Mais lors du match retour, les Belges gagnent 3 à 0 après prolongation et se qualifient.
La saison suivante, le PSG se qualifie une nouvelle fois pour la Coupe des coupes et se fait encore éliminer de justesse en huitième de finale par la Juventus de Michel Platini (2-2 à domicile et 0-0 à l'extérieur).
Lors de la saison 1984-1985, le PSG vit une saison catastrophique avec une modeste 13e place en championnat, une finale de Coupe de France perdue contre l'AS Monaco et une élimination au 2e tour de la Coupe UEFA contre les Hongrois de Videoton. Gérard Houllier remplace alors l'entraîneur Georges Peyroche dès la saison suivante au cours de laquelle le PSG accède au titre de champion de France lors de la saison 1985-1986 pour la première fois de son histoire. La formation de la capitale est emmenée par la nouvelle idole du Parc des Princes et nouveau capitaine, Luis Fernandez. Le PSG parvient à rester invaincu pendant 26 matches. Safet Sušić est le nouvel artiste de l'équipe, il illumine de toute sa classe le championnat de France.

### Passage laborieux au Racing (1986-1989)
Luis Fernandez choisit à l'été 1986 de signer au Racing Club Paris (devenu Matra Racing en 1987), club résidant à Colombes (Hauts-de-Seine) au mythique Stade Yves-du-Manoir qui vient tout juste d'accéder à la première division. Il touche à cette époque l'un des plus gros salaires du football français.
Présidé par l'industriel Jean-Luc Lagardère, le club est très ambitieux et dépense beaucoup d'argent pour son recrutement : outre Fernandez et Maxime Bossis venu un an plus tôt, Lagardère fait venir à Paris cet été-là Pierre Littbarski, Thierry Tusseau et le génie uruguayen Enzo Francescoli, rejoints la saison suivante par Pascal Olmeta, Sonny Silooy et l'entraîneur Artur Jorge qui vient de gagner la Coupe des clubs champions avec le FC Porto puis par David Ginola et Bernard Casoni lors de la troisième saison. À l'image du club malgré la pléiade de stars (13e lors de la saison 1986-1987, 7e lors de la saison 1987-1988 et 17e lors de la saison 1988-1989), les performances de Luis sont plutôt décevantes sous le maillot du Racing. Il connaîtra une grosse blessure au genou qui l'empêchera de jouer pendant plusieurs mois et son équipe craint à une fin de carrière prématurée.

### Fin de carrière à Cannes (1989-1993)
Luis Fernandez choisit de rejoindre l'AS Cannes de Jean Fernandez et Albert Emon en 1989, alors qu'il était aussi convoité par le SC Toulon de Rolland Courbis. Cannes est une formation modeste, qui mise essentiellement sur la formation.
Lors de sa première saison, le club termine dans le ventre mou du championnat. La saison suivante, Boro Primorac remplace Jeannot Fernandez, les Cannois finissent à une inattendue quatrième place obtenue lors de la saison 1990-1991 par les coéquipiers de Luis Fernandez avec notamment le buteur Amara Simba et le petit prodige Zinédine Zidane qui permet au club de se qualifier pour la première fois en coupe d'Europe. Malheureusement cette première participation en Coupe UEFA voit l'AS Cannes échouer en 16e de finale contre le FC Dynamo Moscou et s'accompagne d'une saison complètement manquée en championnat, terminée à une 19e place synonyme de D2.
Sa retraite sportive intervient quelques mois plus tard, lorsqu'il accepte de devenir l'entraîneur de Cannes après quelques journées seulement de championnat.
En 2022, le magazine So Foot le classe dans le top 1000 des meilleurs joueurs du championnat de France, à la 50e place.

### Équipe de France (1982-1992)
Au même rythme que le club de la capitale, il connaît une progression linéaire qui lui permet d'être appelé par Michel Hidalgo en équipe de France à la fin de l'année 1982. À seulement 23 ans, Luis Fernandez s'impose immédiatement comme un titulaire indiscutable au sein de la formation pourtant demi-finaliste de la Coupe du monde 1982 quelques mois plus tôt. Au milieu de terrain, il remplace Bernard Genghini dans le « carré magique » ce milieu de terrain de rêve aux côtés de Jean Tigana, Alain Giresse et Michel Platini. Avec les Bleus, Fernandez remporte l'Euro 1984 en France.
Alors qu'il achève un championnat 1985-1986 sur la plus haute marche du podium avec le PSG, il se présente en favori de la Coupe du monde 1986 au Mexique. Lors de ce tournoi, Fernandez se distingue notamment par son égalisation face à l'URSS au premier tour, mais également en inscrivant à Guadalajara le tir au but victorieux contre le Brésil en quart de finale, match entré dans la légende du football français.
À l'issue du Mondial 1986, Maxime Bossis, Alain Giresse et Dominique Rocheteau prennent leur retraite internationale, Tigana aussi en 1987 et Platini arrête sa carrière sportive la même année. Luis est donc un des nouveaux hommes forts des Bleus et prend le brassard de capitaine. Son objectif  est d'épauler la nouvelle génération composée de Jean-Pierre Papin, Jean-Marc Ferreri ou Philippe Vercruysse. Mais la France ne se qualifie pas pour le Championnat d'Europe de 1988 en Allemagne, et le sélectionneur Henri Michel est remplacé par Michel Platini à la suite d'un match calamiteux contre Chypre (1-1) lors des éliminatoires du Mondial 1990 qui compromet les chances de qualification pour cette dernière. Mais l'arrivée de Platini ne change rien et la France est absente du Mondial italien.
Il est alors temps de se concentrer sur les éliminatoires de l'Euro 1992, organisé en Suède. Bien qu'en fin de carrière et dans un club de seconde zone, Fernandez restera en équipe de France mais n'est plus titulaire chez les Bleus, le sélectionneur Michel Platini l'utilise comme joueur d'appoint. Luis Fernandez participe à la campagne de qualification à l'Euro 1992 (8 victoires en 8 matchs) en inscrivant un magnifique but en ciseaux contre l'Espagne. La France, favorite de l'épreuve, est éliminée au premier tour de la compétition sans une seule victoire.

## Carrière d'entraîneur

### Premiers pas à Cannes (1993-1994)
Le championnat 1992-1993 en deuxième division ne démarre pas sous les meilleurs auspices, l'équipe étant rapidement détachée par les équipes de tête. Luis Fernandez quitte alors son poste de milieu de terrain pour prendre place sur le banc de touche à la place d'Erick Mombaerts. Le choc psychologique fonctionne à merveille, l'AS Cannes retrouvant finalement l'élite après une dernière victoire en barrage sur Valenciennes (2-0, 1-1).
Luis Fernandez poursuit son travail en hissant le club azuréen jusqu'en Coupe UEFA. Élu meilleur entraîneur de Première Division par ses pairs à l'issue de la saison 1994, il séduit notamment par le jeu offensif qu'il fait pratiquer à ses joueurs (Franck Priou, Mickaël Madar, Johan Micoud...).

### Bilan en trompe l'oeil avec le PSG (1994-1996)
Le profil de Fernandez intéresse tout particulièrement le Paris Saint-Germain de Canal+, dont il devient l'entraîneur, remplaçant le technicien portugais Artur Jorge. Michel Denisot annonce : « Luis, qui est un peu l'identité de ce club et auquel je pensais depuis longtemps, va devoir conjuguer plaisir et efficacité ». Dès son arrivée, Luis ne recrute aucun joueur. Il retire le brassard de capitaine à Paul Le Guen pour le donner à Alain Roche et replace l'attaquant Daniel Bravo en milieu de terrain défensif titulaire, lui qui était cantonné au banc de touche par le prédécesseur. La meilleure pioche de Luis est de faire confiance à Raí que la direction du PSG ne veut pas conserver. Le PSG est champion en titre, il possède plusieurs stars internationales et bon nombre de cadres de l'équipe de France dans son effectif. Son grand rival l'Olympique de Marseille a été relégué administrativement en Division 2. Il est donc le grandissime favori à sa propre succession. Pourtant, cette saison, très vite, le FC Nantes domine outrageusement le championnat. En août 1994, le PSG perd contre Nantes (1-0). Au match retour, les Nantais donnent un leçon aux Parisiens au Parc des Princes (0-3) synonyme de fin de série pour le PSG, invaincu sur sa pelouse en championnat depuis deux ans et 29 rencontres. L'Olympique lyonnais de Jean Tigana aussi termine devant le PSG qui finit à une décevante 3e place. Malgré cette frustration en championnat, le PSG brille dans les Coupes nationales puisque le club remporte la première édition de la Coupe de la Ligue contre Bastia (2-0) ; 15 jours plus tard, les Parisiens remportent la Coupe de France contre Strasbourg (1-0) en battant l'Olympique de Marseille en demi-finale. Paris SG effectue également un excellent parcours en Ligue des Champions, remportant notamment ses 6 matchs de poule qualificative contre le Bayern Munich (2-0, 1-0), le Spartak Moscou (2-1, 4-1) et le Dynamo Kiev (2-1, 1-0). En quart de finale, ils éliminent le grand FC Barcelone de Johan Cruyff en faisant un match nul (1-1) au Camp Nou et en les battant au Parc (2-1) où Luis gagne tactiquement contre Cruyff en prenant le risque de ne jouer qu'avec trois défenseurs. Mais en demies, Luis Fernandez ne trouve pas la solution face au plus grand club européen du moment : le Milan AC.
L'été 1995 est celui du changement au cours de sa seconde saison au club parisien. Plusieurs joueurs majeurs quittent le club, alors que Patrice Loko, Youri Djorkaeff, Bruno N'Gotty ou encore Dely Valdes arrivent. Paris commence sa saison un peu timidement, avec un nul à Bastia puis un autre au Parc devant Guingamp. Mais dès le 4 août, le PSG va marquer le coup en allant gagner à Nantes chez le champion en titre, pour ce qui ressemble à une passation de pouvoir. Après une série de six succès, le PSG domine le championnat et son principal rival s'appelle Monaco. Le début du mois d'octobre est assez moyen avec une défaite et deux nuls mais pas de quoi entamer le capital confiance des rouges et bleus. En effet, les Parisiens vont se faire plaisir et, début décembre, ils étrillent Nantes au Parc 5-0, deux semaines après en avoir passé 3 à Bordeaux. Paris est très largement en tête du championnat avec plus de 10 points d'avance sur le second à la trêve hivernale. Mais le début de l'année 1996 est difficile, la dynamique s'arrête nette en février. La défaite à Monaco va être le déclic d'une série noire de trois revers consécutifs en championnat. Obnubilé par sa campagne européenne et son duel avec Monaco, le PSG ne voit pas Auxerre dans son dos. Le championnat bascule fin mars pour la 32e journée. Ce soir là, Luis tente un coup en titularisant Cédric Pardeilhan,  au poste d’arrière gauche qui se fera avoir par Bernard Diomède toute la rencontre et Auxerre s'impose 3-0. Le club est alors en pleine crise quand Denisot fait appel à l'ancien tennisman Yannick Noah pour remobiliser l'effectif contre le gré de Luis Fernandez. Parallèlement, le PSG réalise une belle épopée européenne en Coupe des coupes en éliminant des équipes de standing comme le Celtic Glasgow en huitième de finale (1-0, 3-0), Parme en quart de finale (0-1, 3-1) et le Deportivo La Corogne en demi-finale (1-0). Paris s'incline en championnat mais remporte la Coupe des coupes contre le Rapid de Vienne en finale (1-0) à Bruxelles grâce à un coup franc de N'Gotty. Luis affirme qu'il a pris la décision de faire tirer le coup franc vainqueur par N'Gotty mais les joueurs ont toujours dit ne rien avoir entendu à cause du bruit.
Le PSG est le second club français à gagner une Coupe d'Europe. Luis Fernandez devient ainsi le premier entraîneur français victorieux d'une coupe d'Europe avec un club français. Malgré sa victoire en coupe des vainqueurs de coupes, l'échec en championnat pour la seconde année consécutive n'est pas du goût des dirigeants franciliens et Fernandez quitte le club à l'issue de la saison.

### L'exil à Bilbao (1996-2000)
Il est contacté par l'Athletic Bilbao, une formation du championnat d'Espagne. Malgré un effectif « limité » par rapport aux champions de la Liga espagnole — la politique de recrutement est un frein important, se basant sur l'origine des joueurs (il faut en effet être né au Pays basque (français ou espagnol), en Navarre ou bien avoir été formé dans un club basque) .
La première année, il accroche une très prometteuse 6e place. La seconde Fernandez réussit une très grosse performance en se hissant à la 2e place qualificative pour la  Ligue des champions. Les deux autres saisons sont moins bonnes, il finit à la 8e et 11e place. L'aventure durera au total quatre saisons.

### Retour manqué au PSG (2000-2003)
En 2000, Fernandez revient en France. Rapidement pressenti pour prendre place sur le banc de touche de l'Olympique de Marseille alors en crise, il signe finalement son retour au Paris Saint-Germain en décembre 2000, qui est à la 12e place du championnat, en remplacement de Philippe Bergeroo, après une lourde défaite à Sedan (5-1). Le PSG est alors ambitieux et a énormément dépensé pour recruter Nicolas Anelka, Peter Luccin et Stéphane Dalmat dans le cadre du « PSG Banlieue ». Mais avec Luis, les résultats ne s'améliorent pas. Au mercato d'hiver, il obtient le retour de Didier Domi et Mickaël Madar, fait venir de nombreux joueurs évoluant dans le championnat espagnol : Enrique de Lucas, Mikel Arteta ou encore Mauricio Pochettino et se sépare de Dalmat qu'il échange avec Vampeta à l'Inter Milan. L’arrivée massive d'espagnols qui viennent d'un pays avec une fiscalité très avantageuse oblige le PSG à intensifier de manière massive un système de fraude sur les charges fiscales avec son sponsor Nike pour pouvoir s'aligner sur leurs salaires net. Luis écarte Jimmy Algerino et Luccin, donne le brassard de capitaine à Frédéric Déhu plutôt qu'à Eric Rabesandratana et tranche enfin définitivement avec son prédécesseur en mettant fin à la suspension d'Ali Benarbia. Mais en février, le PSG perd trois matchs d'affilée et certaines tensions sont révélées dans la presse entre Luis et certains de ses joueurs comme Laurent Robert et Luccin. Paradoxalement ils réussissent à tenir en échec le Milan AC, lors de la double confrontation en Ligue des champions et envisagent de se qualifier en quart de finale mais perdent face à La Corogne (4-3) après avoir mené 3-0. Le PSG n'a plus rien à jouer et termine finalement 9e en championnat.
Alors que Canal+ devient propriétaire de 98 % du PSG à l'été 2001, le club dépense encore beaucoup d'argent pour faire venir les Stéphanois Aloisio, Alex, Lionel Potillon et Jérôme Alonzo, des joueurs évoluant en Liga espagnole Gabriel Heinze, Hugo Leal et Cristobal et la pépite brésilienne Ronaldinho. L'intersaison voit aussi de nombreux départs celui des deux derniers capitaines Benarbia et Rabesandratana, Robert, Luccin ou Christian. Le PSG commence la saison en gagnant la Coupe Intertoto qui leur permet de disputer la Coupe UEFA 2001-2002. Malgré cette débauche de moyens, les résultats ne sont pas extraordinaires. Ils se font éliminer en seizièmes de finale de la C3 par les Glasgow Rangers. En novembre, le PSG ne gagne qu'un match contre Nantes où Ogbeche se distingue en devenant le plus jeune buteur de l'histoire du club et Luis le comparera à Weah. Le mois suivant, il offre les victoires contre Metz et contre Sochaux. Ce regain de forme du PSG lui permet d'atteindre la trêve à la 5e place. Luis Fernandez étant en froid avec Anelka, Les Guignols de l'info caricaturent la relation entre les deux hommes par la célèbre parodie « Nico et Luis ». Anelka est bradé au mercato d'hiver, en contrepartie, Luis Fernandez obtient les arrivées de Fabrice Fiorèse et de Leroy. Lors de ce mois de janvier, le PSG monte sur le podium pour la première fois de la saison. En mars, le PSG perd en quart de finale de la Coupe de France à domicile contre le dernier du championnat Lorient et perd en demi-finale de la Coupe de la Ligue contre les Girondins de Bordeaux avec des erreurs d'arbitrage de Gilles Veissière qui provoquent l'énervement des joueurs notamment de Bernard Mendy qui sera expulsé, ainsi que l'entraîneur adjoint Jean-Louis Gasset puis Luis. Au terme de la rencontre, Luis bloque la voiture de l'officiel dans le parking du Parc des Princes pour pouvoir jeter un œil au rapport de la rencontre. Tout ceci mène à une suspension de six mois de banc de touche. Mais la suspension de Luis et les éliminations dans les coupes nationales n'ont aucun impact sur le parcours en championnat, puisqu'ils gagnent cinq matchs sur sept avant l'ultime journée de championnat. Lors de ce dernier match, le PSG se déplace à Lille qui est assuré de la cinquième place. Le match est perdu par les Parisiens synonyme de 4e place et de Coupe UEFA au lieu de Ligue des champions. D'autant plus regrettable que dans le même temps, Auxerre avait perdu à domicile contre Rennes : un match nul aurait suffi à Paris pour doubler les Auxerrois à la différence de buts.

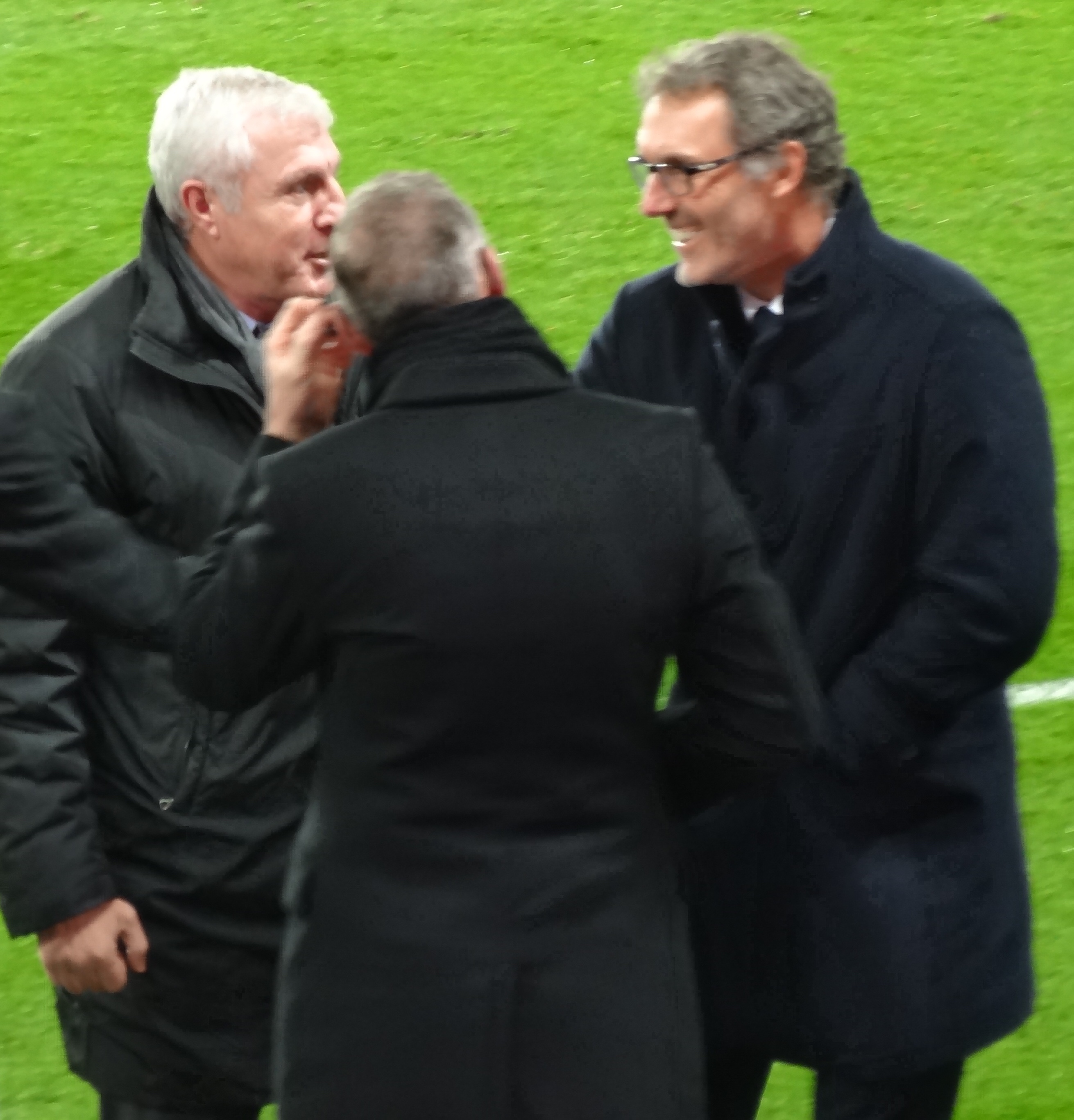
Luis avec Laurent Blanc, l'un de ses successeurs sur le banc du PSG.

La saison suivante est marquée par une austérité lors du mercato : parmi les joueurs importants, seul Jay-Jay Okocha quitte le club et des joueurs beaucoup moins « prestigieux » arrivent au club. Luis Fernandez fait aussi venir des joueurs qui évoluent en National : Romain Rocchi et Felipe Teixeira. Paris parvient à prendre la tête du classement fin octobre, mais cela ne dure pas. Le club plonge en milieu de tableau, Ronaldinho est laissé sur le banc. Cardetti se blesse alors qu'il est meilleur buteur du championnat et ne se voit plus donner de temps de jeux lors de son retour. En décembre, Luis est menacé de licenciement s'il ne gagne pas un match contre l'Olympique lyonnais, et il gagne ce match contre le champion de France. En mars, on évite le pire : Paris accueille Troyes au Parc des Princes. Les supporters, mécontents des résultats, sont en grève. Au bout de trente minutes, le PSG est mené 2 à 0. Une « bronca » retentit dans le stade et sonne le début de la révolte de l'équipe parisienne qui gagne finalement 4 à 2. Mais dans les moments les plus délicats, le PSG se surpasse dans les grands rendez-vous : Bordeaux, Auxerre, Monaco, Lyon tombent sous la pression parisienne au Parc des Princes. La saison est surtout marquée par les trois victoires contre le rival marseillais (deux fois 3-0 en championnat, 2-1 en Coupe de France), le succès au stade Vélodrome est le premier depuis près de vingt ans. Finalement, Paris finit 11e, soit la plus mauvaise position depuis quinze ans et s'incline en finale de la Coupe de France face à Auxerre. Luis est poussé dehors à l'issue de cette saison 2002-2003. Avec 244 matchs, il est l'entraîneur qui reste le plus longtemps sur le banc du PSG.

### Maintien exceptionnel de l'Espanyol (2003-2004)
Appelé le 4 novembre 2003 pour sauver l'Espanyol Barcelone d'une relégation quasi-certaine, étant bon dernier avec 5 points pris en 10 journées dans le championnat d'Espagne, Luis remplace Javier Clemente. Il vient avec son ancien adjoint au PSG Jean-Louis Gasset et fait revenir l'emblématique Thomas N'Kono dans un rôle d'entraîneur de gardiens. Mais juste avant la trêve hivernale, il ne fait guère mieux que son prédécesseur en prenant que 3 points en 7 journées, avec surtout une série catastrophique de 5 défaites consécutives. Il profite de ce mercato pour faire venir le défenseur de Bordeaux qu'il a connu au PSG Mauricio Pochettino et qui revient à l'Espanyol, club où il a évolué 6 saisons et demie. L'année 2004 commence bien puisqu'il gagne deux matchs d'affilée (autant de victoires qu'en première partie de saison). Petit à petit, il redresse l'équipe mais en avril, Luis doit faire face en interne à une première vague de contestation. Ses joueurs se sont en effet plaint du fait qu'il ait manqué quelques entraînements. Luis Fernandez répond qu'il était à Paris avec sa famille, précisant que son contrat lui permettait ces absences. On critique également ses choix tactiques, puisqu'il écarte Jordi Cruyff et, à six journées de la fin du championnat, l'Espanyol est 18e de la Liga avec cinq points de retard sur le premier non-relégable. Mais la saison se termine par le maintien du club catalan dans l'élite espagnole en terminant à la 16e place avec 43 points et en gagnant 4 matchs dans les 6 dernières journées.
Alors qu'on pense que Luis Fernandez poursuivra l'aventure à l'Espanyol dans la mesure où les deux parties sont tombées d'accord pour poursuivre leur collaboration. Luis aurait formulé des exigences financières au-dessus des moyens du club espagnol, à la peine sur le plan comptable. D'une part, il souhaitait enrichir son staff technique pour mieux déceler les besoins de son groupe et, d'autre part, il aurait aimé avoir des garanties concernant le recrutement afin de viser le haut du tableau en Liga.

### La pige qatarie et échec en Israël (2005-2006)
Après une année d'inactivité, Luis débarque en juin 2005 dans le club qatari d'Al Rayyan Club qui vient de perdre Ali Benarbia et Sonny Anderson, où il fait venir des anciens joueurs du championnat de France comme Fabrice Fiorèse et Salomon Olembe tous les deux prêtés par l'Olympique de Marseille ou encore Jacek Bak. Mais au bout de neuf journées, il décide de quitter le club au mois de novembre de la même année. À la suite d'une rupture de contrat avec le club qatari d'Al Rayyan Club, il a été condamné en 2009 à rembourser une indemnité de départ de 400 000 €. Le 17 février 2011, la Fédération internationale de football association annonce le suspendre de « toute activité en lien avec le football ». La FIFA a décidé de le pousser à honorer ses engagements. L'accusé se défend avec ses avocats, estimant ne rien devoir, n'ayant rien pris à personne.
En novembre 2005, il rejoint alors le club israélien du Betar Jérusalem en tant qu'entraineur après avoir été sollicité par le millionnaire russe Arcadi Gaydamak qui vient de reprendre le club. Luis Fernandez est assisté de Francis Llacer et arrive à prendre l'un de ses joueurs préférés Jérôme Leroy au RC Lens. Dès son arrivée, Luis Fernandez affirme être heureux d'entraîner une équipe en Israël et a l'intention de faire du Betar une équipe de renommée internationale.
Le Beitar finit 3e cette année-là et accède à la Coupe UEFA. C'est une déception car le budget du club est taillé pour viser le titre et le club finit derrière son ennemi Hapoël Tel-Aviv. Luis est pris en grippe par son public qui est déçu de ne pas remporter le titre. De son côté il déclare avoir remis de l'ordre dans un club qu'il avait trouvé  à la dérive lors de son arrivée.
Peu après, Luis démissionne de son poste sous la pression des supporteurs jaunes et noirs à la suite d'une défaite à domicile face à l'avant-dernier du classement : « Vu le comportement des fans, je préfère leur dire que l'année prochaine, je repars. Je finis deuxième ou troisième, et après bye-bye. Des insultes en me disant fils de pute, je n'accepte pas. Il n'y a pas plus de respect. Ça se termine ce soir. Comme ça les choses sont claires, comme ça vous ne poserez plus la question. La décision est prise. Je qualifie le club pour l'Europe. J'aurais fait mon travail. L'objectif sera atteint et c'est fini ».

### Courtes expériences (2007-2009)
Il reprend sa carrière d'entraîneur en décembre 2006 au Betis Séville. Le Betis Séville connaît un début de saison difficile, il est classé 18e dans le championnat espagnol, et donc en position de relégable. Après avoir commencé par une victoire à domicile contre le Celta Vigo, il prend une claque le weekend suivant contre Osasuna (5-1). Puis, il enchaîne les matchs sans défaite avec énormément de nuls (notamment un contre le Real Madrid à Santiago Bernabéu et un autre au Nou Camp contre le Barça) et peu de victoires. Le club sort de tout de même de la zone de relégation. En Coupe du Roi, il fait l'exploit de qualifier le Betis pour les quarts de finale, en éliminant le grand Real Madrid de Fabio Capello en huitième de finale. Malheureusement, il sera éliminé par le club rival, le FC Seville. Les deux clubs avaient disputé à huis clos les 33 dernières minutes de leur derby, interrompu par l'arbitre. L'entraîneur du FC Séville Juande Ramos avait été blessé, à la 58e minute, par un jet de bouteille en provenance d'une tribune, alors que son équipe menait (1-0, but de Frédéric Kanouté). Le 10 juin 2007, il est limogé lors de l'avant-dernière journée, après une défaite 5-0 à domicile contre Osasuna, malgré le fait que le club ne soit pas relégable (alors qu'il l'était quand Luis Fernandez est arrivé). En quinze ans de carrière c'est le premier limogeage qu'il subit.
En août 2008, il fait un bref retour surprenant dans le club du  Betar Jérusalem en tant que Manager général. Il porte plainte pour salaires impayés ce qui va déboucher sur l'arrestation  en Suisse de Arkadi Gaydamak par ailleurs sous le coup d'un mandat d'arrêt européen. Ce dernier accepte de verser 500,000 € à Luis Fernandez pour pouvoir être relâché et retourner en  Israël .
Début 2009, Luis Fernandez accepte le poste d'entraîneur du Stade de Reims. Il s'engage pour un an et demi et a pour but de maintenir le club en Ligue 2. La première partie de saison avec Didier Tholot est mauvaise avec seulement 12 points. Renforcé par Cédric Fauré, Brahim Thiam ou encore Younousse Sankharé, Luis Fernandez reprend alors l'équipe et malgré un bilan honorable (27 points en 18 matchs), il ne peut empêcher le club de sombrer en National et subit le premier échec de sa carrière d'entraîneur.

### Première expérience de sélectionneur (2010-2011)
Le 14 janvier 2010, Luis Fernandez annonce qu'il est officiellement candidat au poste de sélectionneur de l'équipe de France. Mais en mars 2010, il signe un contrat de deux ans avec la Fédération d'Israël de football pour devenir sélectionneur de l'équipe d'Israël de football.
Son but est de qualifier Israël pour l'Euro 2012. Les éliminatoires ne débutent pas sous les meilleurs auspices, après une victoire poussive contre Malte et un match nul contre la Géorgie, Israël perd deux matchs consécutifs contre les deux favoris du groupe, la Croatie à domicile et contre la Grèce. Luis commence à se faire critiquer par la presse israélienne qui lui reproche son attitude face aux médias — il avait fermé les entraînements aux journalistes.
Il ne réussit pas à qualifier la sélection d'Israël pour le championnat d'Europe mais reste toujours en poste. À la fin de son contrat en décembre 2011, il décide de ne pas prolonger.

### Échec comme sélectionneur de la Guinée (2015-2016)
En avril 2015, il devient le sélectionneur de l'équipe de Guinée qui reste alors sur un quart de finale en Coupe d’Afrique des nations. Il annonce vouloir ne pas se contenter du « strict minimum » d'une qualification à la CAN mais aller jusqu'à la remporter et se qualifier pour la Coupe du monde.
Le tirage au sort des groupes de qualifications des éliminatoires de la coupe d’Afrique des nations est lui assez favorable. Il tombe dans un groupe considéré comme « facile » avec le Swaziland, le Zimbabwe et le Malawi classées respectivement 175e, 123e et 97e au classement FIFA alors que la Guinée occupe la 40e.
Son aventure débute mal avec deux défaites consécutives contre le Tchad (1-2), en match amical puis contre le Swaziland (1-2) dans un match de qualification pour la Coupe d'Afrique des nations.
Les résultats ne s'améliorent pas et il ne parvient pas à qualifier la sélection guinéenne pour la Coupe d’Afrique des nations, finissant 3e de sa poule de qualification, à trois points du leader Zimbabwéen. Alors sur la sellette, il finit par démissionner de son poste un peu plus d'un an après sa prise de fonction.

## Dirigeant

### Directeur sportif du centre de formation du PSG (2017-2018)
Le 16 août 2017, il fait un troisième retour dans son club de cœur en tant que directeur sportif du centre de formation du Paris Saint-Germain.

## Style

### En tant que joueur
Issu de l'AS Cannes, Luis s'impose comme l'un des meilleurs millieux Box to Box de Ligue 1 à Paris, ses capacités physiques et techniques lui permettant un gros volume de jeux. Combattant de nature, le joueur est décrit comme un guerrier par ses pairs.

### En tant qu'entraîneur
Luis Fernandez a souvent été mis en cause sur sa gestion des joueurs par ses anciens joueurs et anciens dirigeants,,,,,.
Ils rapportent en effet souvent  qu'il voulait les projecteurs sur lui et  ne supportait pas les joueurs plus médiatiques que lui ce qui l'à conduit à avoir des soucis avec les stars qu'il entraînait comme Benarbia, Anelka, Ronaldinho, Heinze, Robert, Lama, Ginola, Vampetta...
Il lui était également reproché de ne pas se comporter en entraîneur, de passer son temps à jouer aux cartes ou aux jeux de ballons avec les joueurs et de ne pas avoir de plan de jeux très précis.
Il est considéré comme ayant été un bon entraineur pour les petits clubs et les événements ponctuels mais pas comme un entraineur de stabilité pour un grand club.
Cependant, il obtiendra de bons résultats entre 1994 et 1996 en gagnant sur la même année 1995 les deux coupes nationales et le Trophée des Champions, mais surtout en soulevant la Coupe des Coupes en 1996 avec le Paris Saint-Germain. Il finit aussi vice champion d'Espagne en 1998 avec l'Athletic Bilbao. Son second passage au PSG sera en revanche plus terne, ne décrochant qu'une maigre Coupe Intertoto en 2001 et en perdant la finale de la Coupe de France en 2003.

## Statistiques

### Statistiques de joueur
| Saison                | Club                  | Championnat           | Championnat | Championnat | Coupe(s) nationale(s) | Coupe(s) nationale(s) | Compétition(s) continentale(s) | Compétition(s) continentale(s) | Compétition(s) continentale(s) | France | France | Total | Total |
| Saison                | Club                  | Division              | M.          | B.          | M.                    | B.                    | Comp.                          | M.                             | B.                             | M.     | B.     | M.    | B.    |
| 1978-1979             | Paris Saint-Germain   | Division 1            | 7           | 0           | -                     | -                     | -                              | -                              | -                              | -      | -      | 7     | 0     |
| 1979-1980             | Paris Saint-Germain   | Division 1            | 17          | 2           | -                     | -                     | -                              | -                              | -                              | -      | -      | 17    | 2     |
| 1980-1981             | Paris Saint-Germain   | Division 1            | 32          | 2           | 2                     | 0                     | -                              | -                              | -                              | -      | -      | 34    | 2     |
| 1981-1982             | Paris Saint-Germain   | Division 1            | 35          | 1           | 8                     | 1                     | -                              | -                              | -                              | -      | -      | 43    | 2     |
| 1982-1983             | Paris Saint-Germain   | Division 1            | 32          | 6           | 8                     | 3                     | C2                             | 6                              | 2                              | 5      | 1      | 51    | 12    |
| 1983-1984             | Paris Saint-Germain   | Division 1            | 35          | 3           | 1                     | 0                     | C2                             | 3                              | 0                              | 12     | 1      | 51    | 4     |
| 1984-1985             | Paris Saint-Germain   | Division 1            | 30          | 6           | 9                     | 0                     | C3                             | 3                              | 0                              | 5      | 0      | 47    | 6     |
| 1985-1986             | Paris Saint-Germain   | Division 1            | 37          | 9           | 8                     | 3                     | -                              | -                              | -                              | 12     | 2      | 57    | 14    |
| Sous-total            | Sous-total            | Sous-total            | 225         | 29          | 36                    | 7                     | -                              | 12                             | 2                              | 34     | 4      | 307   | 42    |
| 1986-1987             | Racing Paris          | Division 1            | 26          | 2           | 1                     | 0                     | -                              | -                              | -                              | 3      | 0      | 30    | 2     |
| 1987-1988             | Matra Racing          | Division 1            | 29          | 1           | 3                     | 0                     | -                              | -                              | -                              | 7      | 1      | 39    | 2     |
| 1988-1989             | Matra Racing          | Division 1            | 4           | 0           | -                     | -                     | -                              | -                              | -                              | -      | -      | 4     | 0     |
| Sous-total            | Sous-total            | Sous-total            | 59          | 3           | 4                     | 0                     | -                              | -                              | -                              | 10     | 1      | 73    | 4     |
| 1989-1990             | AS Cannes             | Division 1            | 25          | 2           | 3                     | 0                     | -                              | -                              | -                              | 1      | 0      | 29    | 2     |
| 1990-1991             | AS Cannes             | Division 1            | 36          | 1           | 4                     | 1                     | -                              | -                              | -                              | 5      | 0      | 45    | 2     |
| 1991-1992             | AS Cannes             | Division 1            | 24          | 0           | 4                     | 1                     | C3                             | 3                              | 0                              | 10     | 1      | 41    | 2     |
| 1992-1993             | AS Cannes             | Division 2            | 8           | 0           | -                     | -                     | -                              | -                              | -                              | -      | -      | 8     | 0     |
| Sous-total            | Sous-total            | Sous-total            | 94          | 3           | 9                     | 2                     | -                              | 3                              | 0                              | 16     | 1      | 122   | 6     |
| Total sur la carrière | Total sur la carrière | Total sur la carrière | 377         | 38          | 51                    | 9                     | -                              | 15                             | 2                              | 60     | 6      | 503   | 55    |

### Buts internationaux
| Buts internationaux de Luis Fernandez | Buts internationaux de Luis Fernandez | Buts internationaux de Luis Fernandez     | Buts internationaux de Luis Fernandez | Buts internationaux de Luis Fernandez | Buts internationaux de Luis Fernandez | Buts internationaux de Luis Fernandez | Buts internationaux de Luis Fernandez   | Buts internationaux de Luis Fernandez |
| #                                     | Date                                  | Lieu                                      | Adversaire                            | Résultat                              | Score                                 | Minute                                | Compétition                             | Sélection                             |
| ------------------------------------- | ------------------------------------- | ----------------------------------------- | ------------------------------------- | ------------------------------------- | ------------------------------------- | ------------------------------------- | --------------------------------------- | ------------------------------------- |
| 1er                                   | 23 mars 1983                          | Parc des Princes, Paris, France           | Union soviétique                      | N 1 - 1                               | 1-1                                   | 42e                                   | Match amical                            | 3e                                    |
| 2e                                    | 16 juin 1984                          | Stade de la Beaujoire, Nantes, France     | Belgique                              | V 5 - 0                               | 3-0                                   | 43e                                   | Premier tour de l'Euro 1984             | 14e                                   |
| 3e                                    | 30 octobre 1985                       | Parc des Princes, Paris, France           | Luxembourg                            | V 6 - 0                               | 5-0                                   | 47e                                   | Éliminatoires de la Coupe du monde 1986 | 25e                                   |
| 4e                                    | 5 juin 1986                           | Estadio Nou Camp, León, Mexique           | Union soviétique                      | N 1 - 1                               | 1-1                                   | 61e                                   | Premier tour de la Coupe du monde 1986  | 30e                                   |
| 5e                                    | 23 mars 1988                          | Parc Lescure, Bordeaux, France            | Espagne                               | V 2 - 1                               | 2-1                                   | 26e                                   | Match amical                            | 43e                                   |
| 6e                                    | 12 octobre 1991                       | Stade Benito-Villamarín, Séville, Espagne | Espagne                               | V 2 - 1                               | 1-0                                   | 13e                                   | Éliminatoires de l'Euro 1992            | 52e                                   |

### Bilan comme entraîneur
| Équipe              | Saison    | Div              | Cla | M.J | Vic | Nul | Déf | Coupe nationale | Coupe de la Ligue | Coupe d'Europe |
| AS Cannes           | 1992-1993 | Division 2       | 2e  | 16  | 11  | 2   | 3   | 1/16e f.        | NC                |                |
| AS Cannes           | 1993-1994 | Division 1       | 6e  | 38  | 16  | 12  | 10  | 1/32e f.        | NC                |                |
| Paris SG            | 1994-1995 | Division 1       | 3e  | 38  | 20  | 7   | 11  | Vainqueur       | Vainqueur         | 1/2 f. (C1)    |
| Paris SG            | 1995-1996 | Division 1       | 2e  | 38  | 19  | 11  | 8   | 1/8e f          | 1/16e f.          | Vainqueur (C2) |
| Athletic Bilbao     | 1996-1997 | Primera División | 6e  | 42  | 16  | 16  | 10  | 1/32e f.        | NC                |                |
| Athletic Bilbao     | 1997-1998 | Primera División | 2e  | 38  | 17  | 14  | 7   | 1/32e f.        | NC                | 1/16e f. (C3)  |
| Athletic Bilbao     | 1998-1999 | Primera División | 8e  | 38  | 17  | 9   | 12  | 1/16e f.        | NC                | 1er tour (C1)  |
| Athletic Bilbao     | 1999-2000 | Primera División | 11e | 38  | 12  | 14  | 12  | 1/16e f.        | NC                |                |
| Paris SG            | 2000-2001 | Division 1       | 9e  | 16  | 5   | 4   | 7   | 1/16e f.        | 1/16e f.          | 1/8e f. (C1)   |
| Paris SG            | 2001-2002 | Division 1       | 4e  | 34  | 15  | 13  | 6   | 1/4 f.          | 1/2 f.            | 1/16e f. (C3)  |
| Paris SG            | 2002-2003 | Ligue 1          | 11e | 38  | 14  | 12  | 12  | Finaliste       | 1/16e f.          | 1/16e f. (C3)  |
| Espanyol Barcelone  | 2003-2004 | Primera División | 16e | 27  | 11  | 2   | 14  | 1/16e f.        | NC                |                |
| Betar Jérusalem     | 2005-2006 | Ligat Toto       | 3e  | 21  | 10  | 6   | 5   | NC              | NC                |                |
| Real Betis Balompié | 2006-2007 | Primera División | 16e | 24  | 5   | 13  | 6   | 1/4 f.          | NC                |                |
| Stade de Reims      | 2008-2009 | Ligue 2          | 20e | 21  | 5   | 9   | 7   |                 |                   |                |

## Palmarès

### Palmarès de joueur

#### En club
- avec le Paris SG
  - Champion de France en 1986
  - Vainqueur de la Coupe de France en 1982 et 1983

#### En équipe de France
- Vainqueur de l'Euro 1984.
- Vainqueur de la Coupe intercontinentale des nations en 1985.
- 3e de la Coupe du monde 1986.
- Vainqueur du Tournoi de France en 1988

### Palmarès d'entraîneur

#### En club
- avec le Paris SG
  - Vainqueur de la Coupe d'Europe des vainqueurs de coupe en 1996
  - Vainqueur de la Coupe de France en 1995
  - Vainqueur de la Coupe de la Ligue en 1995
  - Vainqueur du Trophée des champions en 1995
  - Vainqueur de la Coupe Intertoto en 2001
  - Finaliste de la Coupe de France en 2003

## Distinctions individuelles et records
- Joueur français de l'année France Football: 1985
- Étoile d'or France Football : 1986
- Membre du XI de légende du Paris Saint-Germain par le site histoire du PSG en 2017
- Membre de l'équipe-type de l'histoire du Paris Saint-Germain[27]
- Équipe de l'année World Soccer Awards avec l'équipe de France en 1984
- Équipe de l'année World Soccer Awards avec l'équipe de France en 1991
- Équipe européenne de l'année France Football avec l'équipe de France en 1984
- Équipe européenne de l'année France Football avec l'équipe de France en 1991
- Meilleur entraîneur de 1re division : 1994 avec l'AS Cannes.
- Entraîneur français de l'année en 1993
- Fait partie de l'équipe de France qui dispute 19 matchs sans défaite (entre mars 1989 et le 19 février 1992)
- Fait partie de l'équipe de France qui remporte tous les matchs des Éliminatoires du Championnat d'Europe de football 1992 (une première en Europe)

## Décorations
- Chevalier de la Légion d'honneur (2022)[28]

## Activités médiatiques
Luis Fernandez commence sa carrière de consultant sur Canal+, pendant la période où il n'avait pas de club, juste après son aventure à l'Athletic Bilbao mais cette aventure s'arrête quand il devient entraîneur au Paris SG en décembre 2000.
Depuis septembre 2003, il anime l'émission Luis attaque sur RMC Info.
En septembre 2004, il intègre TF1 comme consultant pour Téléfoot et commente des matches pour la coupe du monde 2006 avec Christian Jeanpierre, ainsi que pour l'Euro 2008 avec Christophe Jammot.
En 2007, il rejoint Eurosport (filiale de TF1) pour commenter des matchs de Coupe de France et de l'Équipe de France A', il est également un des chroniqueurs de l'émission 22h30, C l'Heure du Foot.
Du 25 avril 2009 au 25 août 2012, il coanime l'émission consacrée aux paris sportifs Les Paris RMC chaque samedi à 10h avec Vincent Moscato, Christophe Paillet, Rolland Courbis et Éric Di Meco. À partir du 1er septembre 2012, Les Paris RMC sont remplacés par l'émission de débats Les Grandes Gueules du sport animée par Gilbert Brisbois et Serge Simon, dans laquelle Luis Fernandez est chroniqueur le samedi matin de 10h à 11h avec Éric Di Meco.
Passionné de sports hippiques, il coanime Les Courses RMC avec Brahim Asloum, Sébastien Darras et Florent Gautreau depuis janvier 2010 chaque samedi.
En août 2009, Luis Fernandez quitte TF1 et rejoint Orange sport afin d’y animer le Luis Football Tour avec Florian Genton tous les vendredis à 19h20[réf. nécessaire]. Le 15 octobre 2010, il recommence sa deuxième saison du Luis Football Tour. Le 26 août 2011, il enchaîne sa troisième saison du Luis Football Tour. En juin 2012, la chaîne cesse d’émettre.

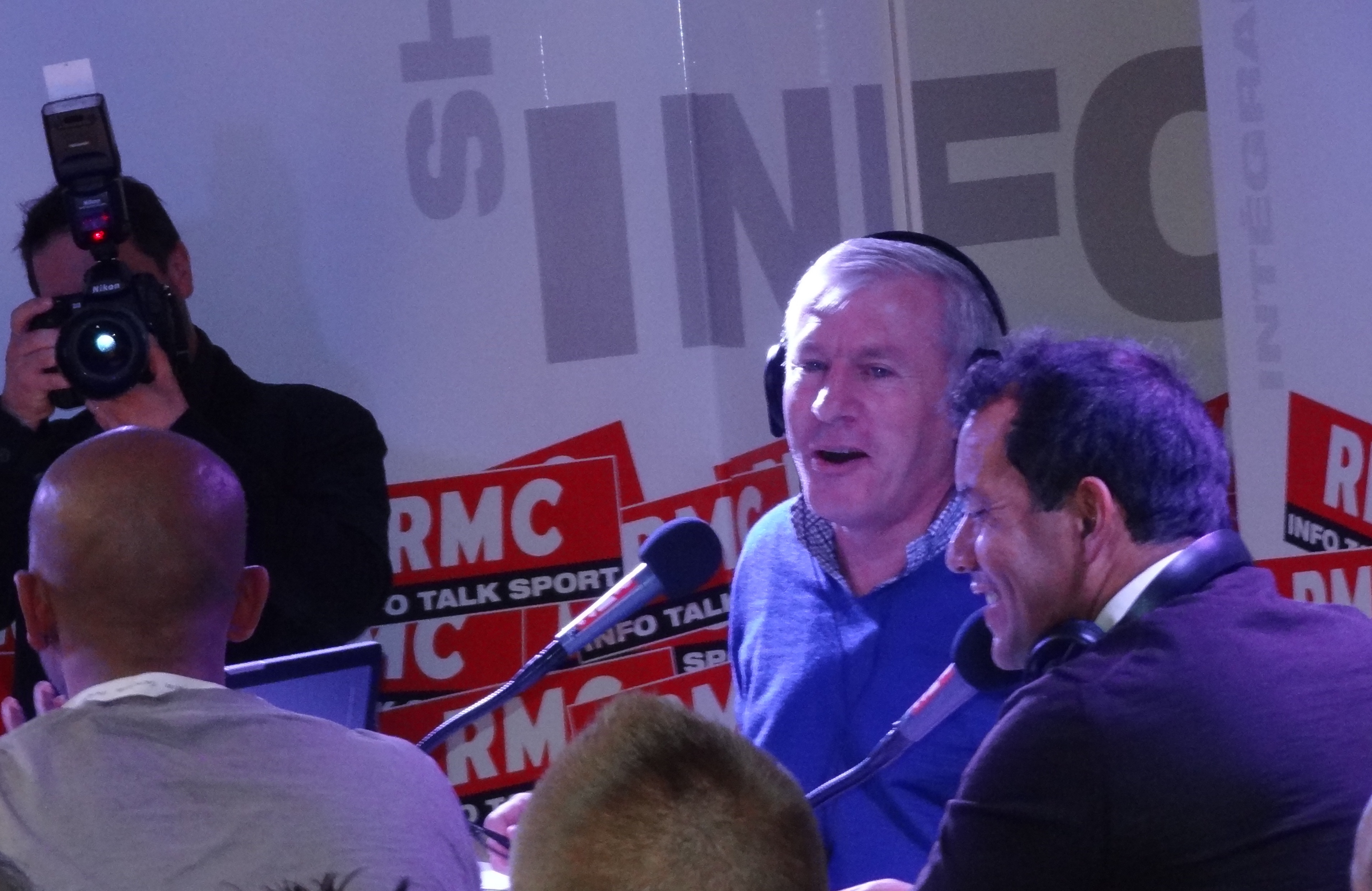
Luis dans ses activités médiatiques pour RMC.

Pendant la coupe du monde 2010, Luis Fernandez anime Le Grand Show de la Coupe du monde aux côtés de Jérôme Sillon avec Éric Di Meco et Jérôme Rothen en direct du quartier général RMC-Adidas aux Champs-Élysées à Paris.
Depuis l'Euro 2012, il est consultant sur la chaîne d'information en continu BFM TV pour des soirées spéciales.
En septembre 2012, il est chroniqueur dans 100 % Foot sur W9 après chaque soirée de Ligue Europa.
Le 31 mars 2013, Luis Fernandez retrouve Florian Genton sur beIN Sports, ils animent tous les deux l'avant et l'après-match du grand match de Ligue 1 du vendredi soir avec Éric Roy et l'émission Dimanche Ligue 1, le mag. Il est également chroniqueur dans le Club du dimanche d'Alexandre Ruiz.
En juillet 2016, il annonce qu'il quitte RMC après 13 années de collaboration.

## Luis contre-attaque
Dans un livre d'entretien (aux éditions Hugo et Compagnie) avec le journaliste Daniel Riolo qui est sorti en mars 2008, fidèle à lui-même, Luis Fernandez dit ce qu'il pense, au risque d'égratigner certains comme Paul Le Guen, Alain Perrin, Ronaldinho, Djibril Cissé, Thierry Henry ou encore Yannick Noah.

## Jubilé de Luis Fernandez
Luis Fernandez organise son jubilé le 28 février 2010 au Stade Pierre-de-Coubertin à Cannes, retransmis sur Orange sport.
La sélection Jubilé de Luis est l'opposition de ceux qui ont écrit les plus belles pages de l'histoire de l'AS Cannes face à une sélection d'anciens footballeurs de renom, complétée par de nombreuses personnalités plus les équipes de France : génération 1984 et génération 1998 réunies en une seule équipe.
La sélection Jubilé de Luis :
|  |  |  |  |  | - Rafael Alkorta - Manuel Amoros - Sonny Anderson - Dominique Bathenay - Joël Bats - Basile Boli - Maxime Bossis - José Bray - Vincent Candela - José Cobos | - Olivier Dacourt - Yann Delaigue - Jean-François Domergue - Pierre Dréossi - Michel Dussuyer - Albert Emon - Kader Ferhaoui - Patrice Ferri - Enzo Francescoli - René Girard | - Alain Giresse - Michel Hidalgo - Olivier Kapo - Christian Karembeu - Jan Koller - Kool Shen - Sabri Lamouchi - Bernard Laporte - François Lemasson - Jean-Claude Lemoult | - Hugo Lloris - Mickaël Madar - Johan Micoud - Pavel Nedved - Jean-Pierre Papin - Fabrice Poullain - Boro Primorac - Franck Priou - Philippe Raschke - Dominique Rocheteau | - Daniel Sanchez - Manuel Sanchís - Amara Simba - Marco Simone - Soprano - Safet Sušić - Jean Tigana - Patrick Vieira - Arsène Wenger - Zinédine Zidane |